# Paine Run Rockshelter
 (juin 2020).
Pour les articles homonymes, voir Paine.
Le Paine Run Rockshelter est un abri sous roche américain situé dans le comté d'Augusta, en Virginie. Protégé au sein du parc national de Shenandoah, ce site archéologique nord-amérindien est inscrit au Virginia Landmarks Register depuis le 16 septembre 1982 et au Registre national des lieux historiques depuis le 13 décembre 1985.